# Koivusaari (stacja metra)
Koivusaari (szw. Björkholmen) – stacja metra helsińskiego znajdująca się w dzielnicy Koivusaari. 
Stacja metra Koivusaari jest jedyną na świecie stacją podwodną. Stacja ma najdłuższe schody ruchome w Finlandii: 76,2 m długości i wysokość podnoszenia 33,5 m.
Wschodnie wejście do stacji znajduje się po stronie Sotkatie Lauttasaari. 
Stację otwarto 18 listopada 2017, w ramach budowy tzw. Länsimetro.